# Anoba unipuncta
Anoba unipuncta là một loài bướm đêm trong họ Erebidae.